# Julija Batenkova-Bauman

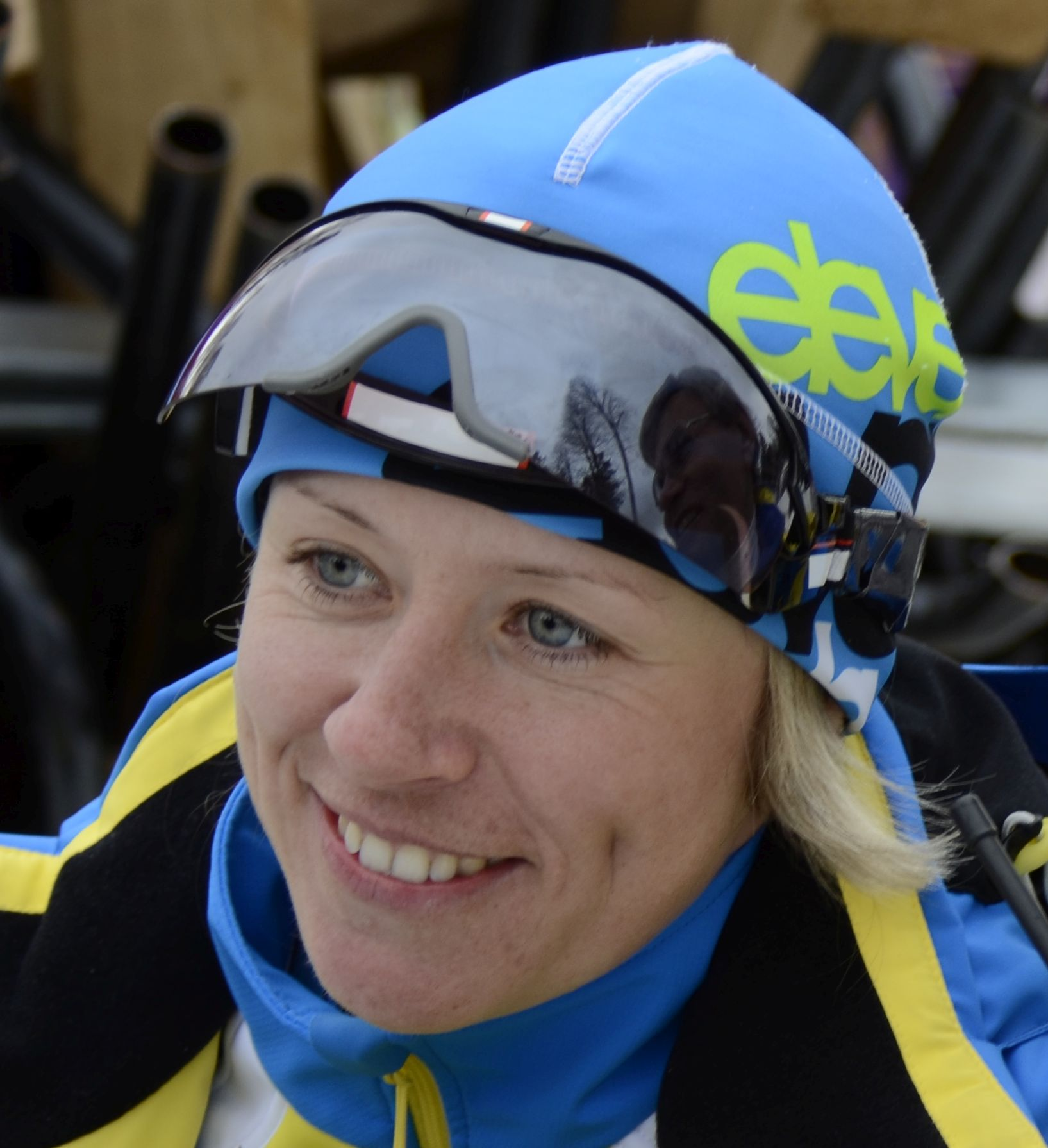
Batenkova år 2014.

Julija Batenkova-Bauman (ukrainska: Юлія Вікторівна Батенкова-Бауман, Julija Viktorivna Batenkova-Bauman), född 20 september 1983 i Simferopol, Sovjetunionen, är en ukrainsk längdåkare och skidskytt.

## Meriter
Paralympiska vinterspelen 2006     
- Silver, skidskytte 12,5 km stående
- Brons, längdskidåkning 5 km stående
- Silver, längdskidåkning 10 km stående
- Brons, längdskidåkning stafett 3x2,5 km
- Brons, längdskidåkning 15 km stående

Paralympiska vinterspelen 2010
- Brons, skidskytte 12,5 km stående
- Silver, längdskidåkning 15 km stående
- Silver, längdskidåkning 5 km stående
- Silver, längdskidåkning stafett 3×5 km

Paralympiska vinterspelen 2014
- Brons, skidskytte 6 km stående
- Silver, längdskidåkning 15 km stående
- Silver, längdskidåkning 1 km sprint stående
- Silver, längdskidåkning 5 km stående

Paralympiska vinterspelen 2018
- Guld, längdskidåkning 4×2,5 km mixstafett